# Wick (Worcestershire)
Pour les articles homonymes, voir Wick.
Wick est une localité anglaise située dans le comté du Worcestershire.